# Roberto Civita
Roberto Franco Civita (Milão, 9 de agosto de 1936 –  São Paulo, 26 de maio de 2013) foi um empresário brasileiro conservador, de origem judaica presidente do Conselho de Administração e diretor editorial do Grupo Abril, além de presidente da Fundação Victor Civita, editor da revista Veja e presidente do Conselho de Administração da Abril Educação. Foi casado com Maria Antônia Civita. Em março de 2013, a revista americana Forbes colocou Roberto Civita como o 258º homem mais rico do mundo, com uma fortuna de US$ 4,9 bilhões.

## Biografia
Filho de Victor Civita, fundador do Grupo Abril, nasceu em Milão e cresceu em Paris e Londres, ao longo da vida aprendendo cinco idiomas, italiano, inglês, francês, espanhol, e português. Estudou Física Nuclear na Rice University, no Texas, e formou-se em jornalismo na Universidade da Pensilvânia e em economia pela Wharton School, da mesma universidade e fez pós-graduação em Sociologia pela Universidade Columbia.
Após um estágio de um ano e meio na Time Inc., em 1958 chegou a receber uma proposta de se mudar para Tóquio e trabalhar na sucursal local da Time, e quando avisou o pai ele reagiu dizendo que deveria era se unir ao grupo da família, a Editora Abril. Roberto aceitou na condição de criar versões locais de três revistas americanas, Fortune (Exame, fundada em 1967), Time (Veja, da qual foi editor chefe da publicação desde o seu lançamento em 11 de setembro de 1968), e Playboy (1975, embora por quatro anos com outro nome por conta da censura). Após a morte do pai, assumiu a Presidência do Grupo Abril em 1990, quando se iniciou o período de intensa diversificação dos negócios da empresa.
Fez parte do Conselho Superior do Instituto Verificador de Circulação e do Conselho Deliberativo da Escola Superior de Propaganda e Marketing, na qual idealizou o curso de pós-graduação em jornalismo e direção editorial. Também foi membro do Board of Governors do Lauder Institute e o do Wharton Advisory Board.
Roberto Civita morreu no dia 26 de maio de 2013 vítima de complicações de um aneurisma, no Hospital Sírio-Libanês.

## Títulos
- Commander of the Order of the Lion of Finland, governo finlandês  (1997)
- Doutor Honoris Causa, Faculdade de Comunicação Social Cásper Líbero (1997)
- Grande Oficial da Ordem do Rio Branco, governo brasileiro (2002)